# Japón en los Juegos Paralímpicos de París 2024
Japón estuvo representado en los Juegos Paralímpicos de París 2024 por un total de 175 deportistas, 100 hombres y 75 mujeres.

## Medallistas
El equipo paralímpico japonés obtuvo las siguientes medallas:
| Nombre | Deporte                  | Evento                                           |
| --- | ------------------------ | ------------------------------------------------ |
| Oro |                          |                                                  |
| Sarina Satomi | Bádminton                | Individual WH1 femenino                          |
| Daiki Kajiwara | Bádminton                | Individual WH2 masculino                         |
| Keiko Sugiura | Ciclismo en ruta         | Ruta C1-3 femenino                               |
| Naoki Hagiwara Kazuya Kaneko Koji Miyajiki Yuto Sano Yuji Taguchi Haruki Torii | Golbol                   | Torneo masculino                                 |
| Junko Hirose | Judo                     | –57 kg J2 femenino                               |
| Yujiro Seto | Judo                     | –73 kg J2 masculino                              |
| Takayuki Suzuki | Natación                 | 50 m braza SB3 masculino                         |
| Keiichi Kimura | Natación                 | 50 m libre S11 masculino                         |
| Keiichi Kimura | Natación                 | 100 m mariposa S11 masculino                     |
| Natsuki Wada | Tenis de mesa            | Individual WS11 femenino                         |
| Yui Kamiji | Tenis en silla de ruedas | Individual femenino                              |
| Tokito Oda | Tenis en silla de ruedas | Individual masculino                             |
| Yui Kamiji Manami Tanaka | Tenis en silla de ruedas | Dobles femenino                                  |
| Masayuki Haga Yuki Hasegawa Katsuya Hashimoto Yukinobu Ike Daisuke Ikezaki Kae Kurahashi Ryuji Kusaba Shunya Nakamachi Seiya Norimatsu Hitoshi Ogawa Shinichi Shimakawa Hidefumi Wakayama | Rugby en silla de ruedas | Torneo mixto                                     |
| Plata |                          |                                                  |
| Keiko Onidani | Atletismo                | Disco F53 femenino                               |
| Ryota Fukunaga | Atletismo                | 400 m T13 masculino                              |
| Tomoki Sato | Atletismo                | 400 m T52 masculino                              |
| Kenya Karasawa | Atletismo                | 5000 m T11 masculino                             |
| Sarina Satomi Yuma Yamazaki | Bádminton                | Dobles WH1-WH2 femenino                          |
| Shizuka Hangai | Judo                     | –48 kg J1 femenino                               |
| Takayuki Suzuki | Natación                 | 50 m libre S4 masculino                          |
| Takayuki Suzuki | Natación                 | 100 m libre S4 masculino                         |
| Kota Kubota | Natación                 | 100 m espalda S8 masculino                       |
| Takuya Miki Tokito Oda | Tenis en silla de ruedas | Dobles masculino                                 |
| Bronce |                          |                                                  |
| Misato Michishita | Atletismo                | Maratón T12 femenino                             |
| Shuta Kawakami | Atletismo                | 100 m T13 masculino                              |
| Tomoki Sato | Atletismo                | 100 m T52 masculino                              |
| Tomoya Ito | Atletismo                | 400 m T52 masculino                              |
| Tomoki Suzuki | Atletismo                | Maratón T54 masculino                            |
| Daiki Kajiwara Hiroshi Murayama | Bádminton                | Dobles WH1-WH2 masculino                         |
| Hiromi Endo | Bochas                   | Individual BC1 femenino                          |
| Hiromi Endo Takayuki Hirose Hidetaka Sugimura | Bochas                   | Equipo BC1-2 mixto                               |
| Ogawa Kazusa | Judo                     | –70 kg J2 femenino                               |
| Ayano Tsujiuchi | Natación                 | 100 m libre S12 femenino                         |
| Aira Kinoshita | Natación                 | 200 m estilos SM14 femenino                      |
| Naohide Yamaguchi | Natación                 | 100 m braza SB14 masculino                       |
| Uchu Tomita | Natación                 | 100 m mariposa S11 masculino                     |
| Uchu Tomita | Natación                 | 400 m libre S11 masculino                        |
| Takayuki Suzuki | Natación                 | 200 m libre S4 masculino                         |
| Kanami Furukawa | Tenis de mesa            | Individual WS11 femenino                         |
| Mika Mizuta | Tiro                     | Rifle de aire en posición tendida 10 m SH2 mixto |